# Кроли Лејк (Калифорнија)
Кроли Лејк (енгл. Crowley Lake) насељено је место без административног статуса у америчкој савезној држави Калифорнија.

## Демографија
По попису из 2010. године број становника је 875.
| Група             | 2000.    | 2010.       |
| Белци             | 0 (0,0%) | 706 (80,7%) |
| Афроамериканци    | 0 (0,0%) | 4 (0,5%)    |
| Азијати           | 0 (0,0%) | 11 (1,3%)   |
| Хиспаноамериканци | 0 (0,0%) | 128 (14,6%) |
| Укупно            | 0        | 875         |